# Aileu (Mau-Nuno)
Aileu ist eine osttimoresische Aldeia im Suco Mau-Nuno (Verwaltungsamt Ainaro, Gemeinde Ainaro). 2015 lebten in der Aldeia 443 Menschen.

## Geographie und Einrichtungen
Die Aldeia Aileu bildet den Mittelteil des Sucos Mau-Nuno. Westlich befindet sich die Aldeia Mama-Lau und östlich die Aldeia Mau-Suca. Im Norden grenzt Aileu an den Suco Mau-Ulo, im Süden an den Suco Cassa und im Südwesten an das Verwaltungsamt Zumalai (Gemeinde Cova Lima) mit seinem Suco Ucecai. Der Sarai, ein Nebenfluss des Belulik, folgt der Grenze im Norden und Osten. Einen Teil der Grenze im Westen bildet ein Zufluss des Molas. Der Mola ist auch der Grenzfluss zu Cova Lima.
Der Ort Aileu wurde in der indonesischen Besatzungszeit aufgelöst und die Bewohner an der Stelle des heutigen Hauptortes Mau-Nuno umgesiedelt, wo auch die anderen Bewohner des Sucos hinkamen. Das Dorf Mau-Nuno erstreckt sich über alle drei Aldeias des Sucos in dessen Norden. Eine kleine Straße führt von hier in den Süden der Aldeia, wo sich das Dorf Lait befindet. Hier gibt es eine Grundschule.